# Преображенівка (Октябрський район)
Преображенівка (рос. Преображеновка) — село у Октябрському районі Амурської області Російської Федерації. Розташоване на території українського історичного та етнічного краю Зелений Клин.
Входить до складу муніципального утворення Переяслівська сільрада. Населення становить 104 особи (2018).

## Історія
З 20 жовтня 1932 року входить до складу новоутвореної Амурської області.
З 1 січня 2006 року органом місцевого самоврядування є Переяслівська сільрада.

## Населення
| 2002 | 2010 | 2012 | 2013 | 2014 | 2015 | 2016 |
| ---- | ---- | ---- | ---- | ---- | ---- | ---- |
| 188  | ↘135 | ↘127 | ↘121 | ↘118 | ↗119 | ↘115 |
| 2017 | 2018 |      |      |      |      |      |
| ↘110 | ↘104 |      |      |      |      |      |